# 沂沭铁路
沂沭铁路，又称“沂沭线”，是中国一条自山东省临沂市通往临沭县的货运铁路。位于山东省东南部。始建于2013年5月16日，正线全长20.3公里，为国铁Ⅱ级单线电气化铁路。线路自胶新铁路梅家埠站东向引出，经临沂市经济开发区至临沭县，共设梅家埠和临沭2座车站。全线于2015年12月16日开通运营。